# Plac Szarych Szeregów w Szczecinie
Szarych Szeregów (1879–1945: Arndtplatz) – jeden ze szczecińskich placów gwiaździstych znajdujący się na obszarze osiedli Centrum oraz Śródmieście-Północ. Administracyjnie przynależy do dzielnicy Śródmieście. Przedwojenna nazwa placu nadana była na cześć Ernsta Moritza Arndta – niemieckiego literata i delegata do Parlamentu frankfurckiego. Obecna upamiętnia Szare Szeregi.

## Urbanistyka
Plac położony jest w osi alei Wojska Polskiego. Plac ma formę ronda, z którego promieniście odchodzi aleja Piastów, ulica Józefa Piłsudskiego, aleja Wojska Polskiego, ulica Wielkopolska oraz ulica 5 Lipca. Wysepka centralna ma formę zieleńca, na którym rośnie kilka drzew. 

## Zabudowa
Plac zaprojektowano w 1879. Przedwojenna zabudowa placu zachowała się niemal w całości. Zniszczeniu uległa jedynie kamienica na rogu al. Wojska Polskiego i al. Piastów, którą zastąpiono na początku XXI w. współczesną plombą. Na narożniku ul. 5 Lipca z al. Piastów, al. Wojska Polskiego z al. Piastów, ul. Piłsudskiego z al. Wojska Polskiego oraz ul. Piłsudskiego z ul. Wielkopolską znajdują się eklektyczne, kilkupiętrowe kamienice z końca XIX w. Pozostałe narożniki zajęte są przez zabudowę willową z początku XX w.
19 marca 2000 na placu odsłonięty został pomnik Józefa Piłsudskiego zaprojektowany przez Bohdana Ronina-Walknowskiego.

## Transport
Na wysepce centralnej placu znajduje się tramwajowy trójkąt torowy, z którego w stałej organizacji ruchu korzystają linie 1, 5, 11, 12. Przed placem, w ciągu ulicy Piłsudskiego funkcjonuje przystanek tramwajowy Plac Szarych Szeregów. Na przystanku tramwajowym zlokalizowany jest też przystanek autobusów nocnych linii nr 523, 524 i 531.

## Galeria

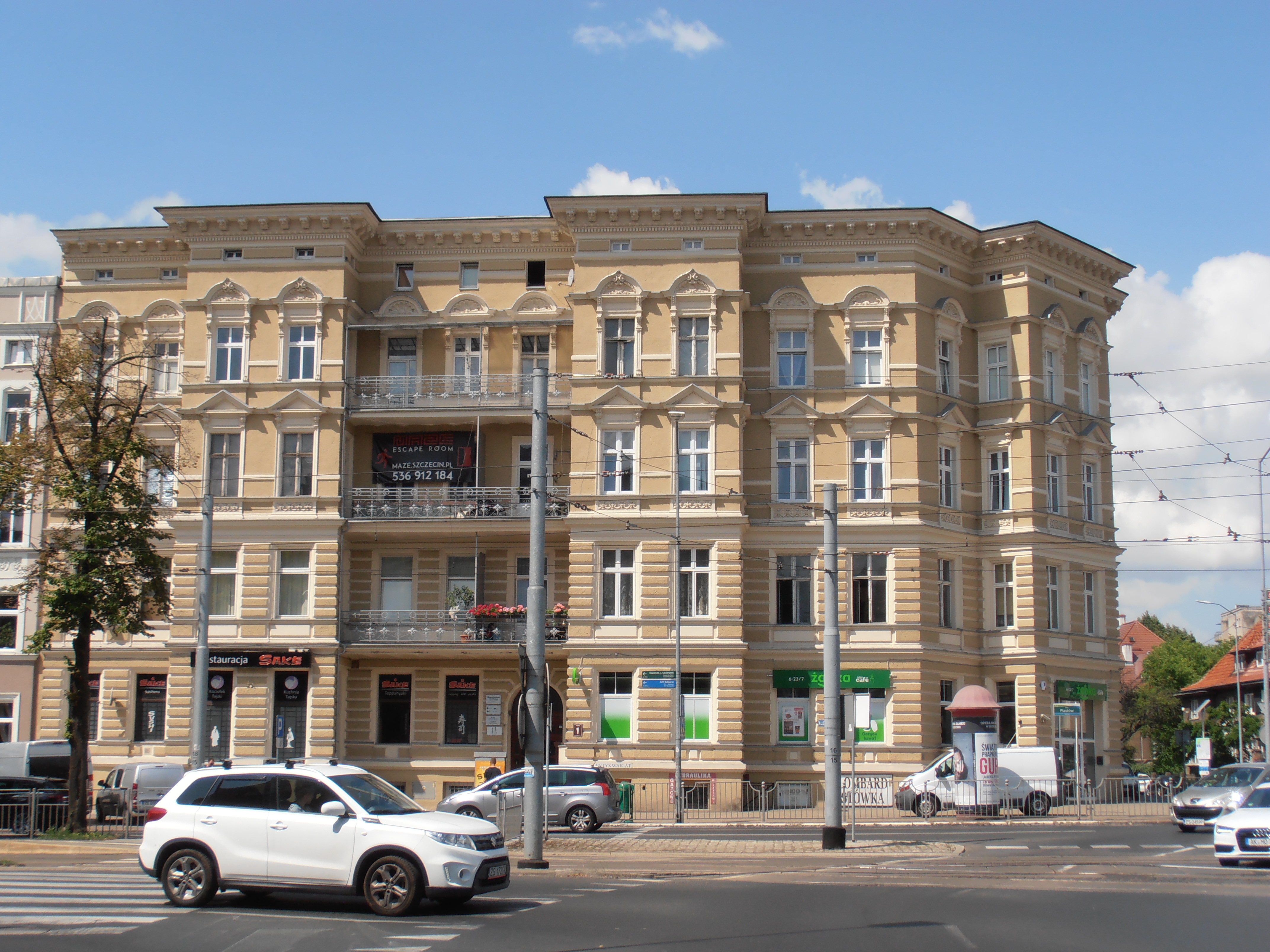
Kamienica na narożniku al. Piastów i ul. 5 Lipca
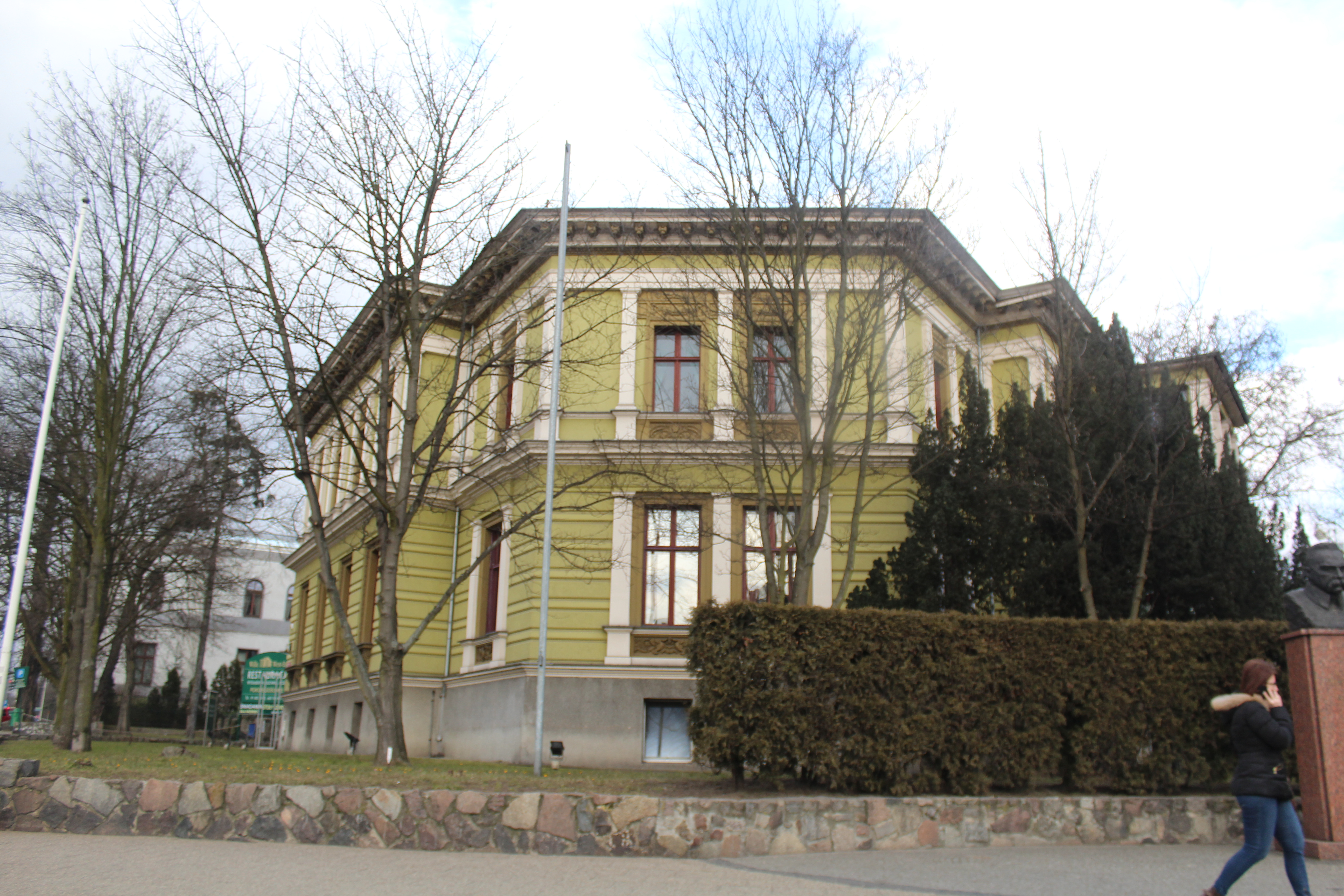
Elewacja willi przy al. Wojska Polskiego 65 od strony placu
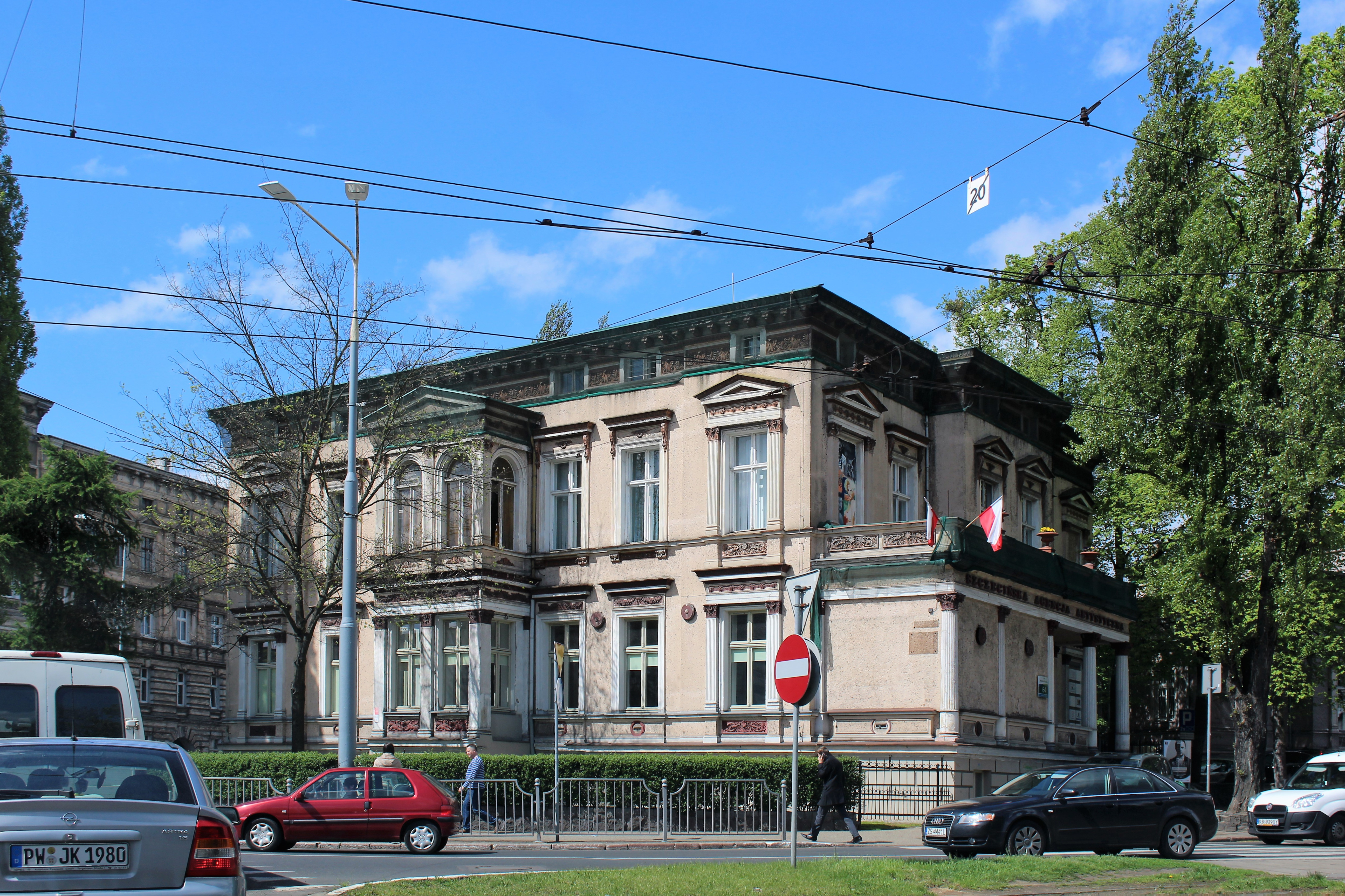
Willa przy al.Wojska Polskiego, narożnik z ul. 5 Lipca
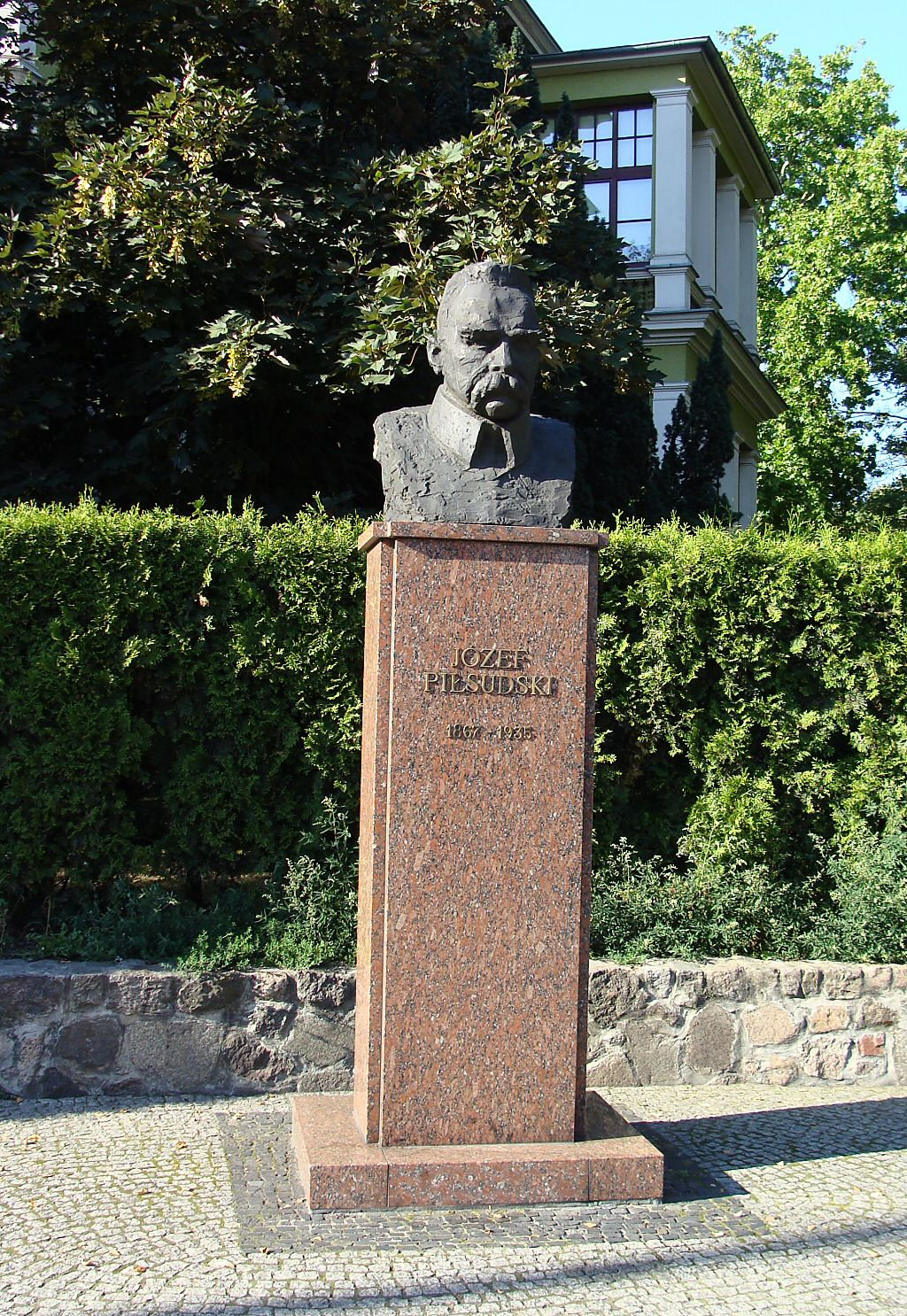
Pomnik marsz. Józefa Piłsudskiego

## Poprzednie nazwy
- 1879-1945: Arndtplatz[4]
- 1945-1950: plac Sprzymierzonych
- 1950-1956: plac Konstantego Rokossowskiego[5]
- 1956-1991: plac Włodzimierza Lenina[6]
- 1991-2009: plac Sprzymierzonych[7]
- 2009-dziś: plac Szarych Szeregów[8]